# Acxiom
Acxiom Holdings est une société américaine fondée en 1969, spécialisée dans la donnée client, de l’analytique et des services marketing. Acxiom a été décrite comme détenant des dossiers sur plus de 160 millions d'américains en 2001, et 700 millions dans le monde en 2016.
Son siège social actuel se trouve à Little Rock, dans l'Arkansas.  La société possède des locaux aux États-Unis (Chicago ; New York ; Foster City (Californie) et Nashville), en Europe (Royaume-Uni, France, Allemagne, Pays-Bas, Pologne, en Asie (Chine), en Australie et en Amérique du Sud (Brésil) et ses services sont disponibles pour les entreprises d'autres pays. Sa clientèle aux États-Unis est selon le New York Times principalement constituée d'entreprises du domaine des services financiers, de l'assurance, du marketing et des médias.

## Histoire

### Naissance
La compagnie a été créée en 1969 près de Conway (Arkansas) sous le nom de Demographics Inc. par un industriel du nom de Charles D. Ward (également président de Ward Industries), sur Frama Wiki (Honors College de l'University of Central Arkansas), avec son frère Stephen pour répondre aux besoins du Parti démocrate dont Charles D. Ward était membre ; il souhaitait créer des listes d'adresses d'adhérents politiques potentiels, en concurrence avec un autre système de traitement de données alors mis en place par Winthrop Rockefeller et le Parti républicain de l'Arkansas. Dès l'année suivante (1970), son système a été testé lors de la campagne électorale où il a pu contribuer au poste de gouverneur acquis par Dale Bumpers. Le rôle de Ward comme Committeeman de l'Arkansas pour le parti démocratique national aurait aussi aidé à faire avorter le projet d'élection de Wilbur D. Mills à la présidence des États-Unis en 1972.
À ce stade, l'entreprise était encore en grande partie une entreprise d'impression occupant un bâtiment abritant un ordinateur central (IBM 370/135). L'un de ses clients était la compagnie locale de bus puis en 1974, plus de cinquante entreprises étaient devenues clientes alors que la société s'agrandissait pour pouvoir répondre à d'autres types de demandes de traitement de données.
L'accès à des listes d'adresses établies par la société ont commencé à être vendues pour des opérations de publipostage. L'entreprise a aussi commencé à s'occuper du traitement de salaires et de facturation pour le service public local Conway Corp. À cette époque les revenus étaient d'environ  1,2 million de dollars et l'entreprise occupait plus de trente-cinq employés à temps plein, dont certains encore membres de l'UAW. Les noms du conseil d'administration de la société étaient aussi ceux du conseil d'administration de la Corporation Ward Industries.

### Années 70 et 80
En 1975, Ward est mis en difficulté par la faillite de l'une de ses nouvelles usines de production d'autobus scolaires. Il vend alors son entreprise de « données démographiques ». Charles D. Morgan en devient le nouveau patron. Des changements dans le système électoral américain le contraignent à réviser le plan d'affaires de la société. C.D Morgan se rend chez Direct Media Inc. (qui produisait les pages jaunes) à New York où il rencontre David Florence. Il décide de se concentrer exclusivement sur les technologies de publipostage. 
Morgan revint avec les prémisses d'un concept qui deviendra le système LOFS (List Order Fulfillment System) avec Direct Media comme le seul client. 
Le LOFS a été présenté comme le « premier système en ligne  entièrement automatisé utilisé pour générer des listes de diffusion ».  
En 1978 la société se vante d'avoir créé la première "base de données marketing" globale aux États-Unis.
En 1980 Démographie, Inc. change son nom en CCX Network [Conway Communications Exchange], puis 3 ans plus tard (1983) entre en bourse. 
En 1986, Phil Carter a rejoint la société en tant que président. Ensemble, Carter et Morgan entament une politique agressive d'acquisitions.
En 1988, elle se rebaptise à nouveau en adoptant son actuel Acxiom Corporation

### Histoire récente
Dans les années 1990, l'entreprise a profité de l'avènement de l'Internet et plus encore du Web 2.0 pour investir le marché alors émergent de l'analyse du big data dans le monde de la consommation (dont en ligne). Acxiom se spécialise dans l'extraction de données, la création et la mise à jour de bases de données commerciales, le grid computing, la technologie de marketing direct, et le logiciel de gestion de la relation au client. L'entreprise recueille des renseignements sur plus de quatre-vingt-dix millions de ménages. Ses principaux concurrents sur ce marché sont Experian Information Solutions, D & B, et Harte-Hanks. 
En novembre 1997 Acxiom s'introduit dans le monde médical en achetant Buckley Dement, LP puis annonce en mai 1998, vouloir acheter son concurrent May & Speh pour 600 millions de dollars. 
Au début de 2004, Acxiom a acquis une partie de Claritas, un fournisseur européen de données. Un an plus tard en 2005 , Acxiom achète Digital Impact et intègre ses services numériques et en ligne dans ses outils. 
Début 2006, EMC Corporation achète un des logiciels d'Acxiom pour 30 millions de dollars
En mai 2007 Acxiom aurait accepté d'être rachetée par deux sociétés d'investissement (Silver Lake Partners et ValueAct Capital) dans une transaction au comptant évaluée à 3 milliards de dollars (en assumant l'hypothèse d'une dette d'environ 756 000 000 dollars), mais 5 mois plus tard (le 1er octobre 2007, un communiqué de presse annonce que l'accord de reprise doit être résilié et que Charles Morgan prendrait sa retraite en tant que chef d'entreprise, Acxiom devant lui choisir un successeur.
En janvier 2008, un nouveau PDG est nommé : John Meyer qui est l'ancien patron d'Alcatel-Lucent. Il entre en fonction le 4 février 2008. Le 11 juillet 2008, Acxiom achète la division des solutions de marketing de base de données de ChoicePoint, et intègre sept nouveaux clients (banques, assurances, et médias). En octobre 2008 Acxiom annonce avoir conclu un contrat avec XSellNet(TM), une société privée basée à Clemmons (Caroline) pour utiliser et gérer en temps réel les données et analyses de clientèle de l'InfoBase-X(TM) de XSellNet, « pour aider les concessionnaires automobiles à vendre plus de véhicules » dans tous les États-Unis.
En 2010, Acxiom achète une partie de GoDigital (société brésilienne spécialisée dans le marketing direct et les données "de qualité") et crée « Acxiom Brasil ».
En mars 2011, Acxiom nomme Jerry Gramaglia (directeur pour 4 mois dans le groupe depuis 2009) en tant que PDG intérimaire. Le 27 juillet, Acxiom nomme un ancien du marketing et de la publicité Scott E. Howe comme nouveau PDG.
En janvier 2012, Acxiom nomme Warren C. Jenson à la tête de la direction financière de l'entreprise et comme vice-président exécutif et en février 2012, Acxiom a annoncé la clôture de la vente de  Acxiom Information Security Services (AISS), son activité de vérification des antécédents. Le 19 avril 2012, Acxiom annonce la nomination de Phil Mui (ancien chef de produit de Google Analytics, qui a mis au point au sein de Google analytics une application reliant les médias sociaux aux besoins du business) à la tête du département responsable des produits et de l'ingénierie .
En mai 2014, Acxiom a annoncé avoir acheté pour 310 millions de dollars Liveramp, une société cofondée par Auren Hoffman, basée à San Francisco et spécialisée dans l'interconnexion de données à des fins de valorisation commerciales. 
En juillet 2018, Interpublic annonce l'acquisition Acxiom Marketing Solutions, une filiale d'Acxiom, pour 2,3 milliards de dollars. Acxiom Marketing Solutions, représente les 3/4 des revenus d'Acxiom qui ne garde que son unité LiveRamp.

## Activité
Acxiom vend des outils (logiciels, mainframe, serveurs et stockage dans le cloud) et services de gestion de l'information liée au marketing et au CRM onboarding, allant de la publicité ciblée au management de base de données (traitement intensif de big data dans des environnements informatiques sécurisés) relatives aux comportements de clients ou client potentiels. 
Acxiom collecte, analyse et trie l'information concernant les clients et les entreprises pour ses clients, leur permettant de réaliser des campagnes ciblées, des listes de prospects, etc. Acxiom fournit aussi des services délocalisés de type plates-formes d'appels téléphoniques et d'envoi d'e-mails. L'entreprise peut aussi fournir des prestations d'aide à la prospective : en plus de la collecte massive d'information et de service de datamining d’Acxiom s’appuient sur l’analyse de vos données pour modéliser le comportement de vos clients (produit acheté, consommation) , l'entreprise aide des services marketing à prévoir leurs besoins ou ceux de leurs clients, selon le documentaire The Persuaders.
Forrester Research a désigné Acxiom comme étant la plus grande base de données pour des services marketing et les vendeurs de technologie au monde, et a déclaré que l'entreprise « faisait montre d'une grande souplesse dans la modernisation de son offre, et se trouve indubitablement en tête du marché, grâce à ses solutions numériques[réf. souhaitée]. ». Selon CNN, en 2004, l'entreprise était devenue la plus grande pourvoyeuse de données sur le comportement des acheteurs ou acheteurs potentiels
Avec ses produits de segmentation géodémographique et de segmentation comportementale des acheteurs (PersonicX®), Acxiom a identifié et classé 70 types de consommateurs. En France, cet outil a abouti à une « première segmentation exhaustive des foyers français » qui selon Acxiom lui a permis d’affecter chacun des 24 millions de foyers français à l’un des 32 segments PersonicX® décrivant « les habitudes de vie, de consommation, les aspirations des foyers qui le composent ». Ce tri est fait sur la base de 600 variables de consommation étudiées et 200 catégories de produits ou marques consommés. Une mise à jour régulière de la base permet pour chacun de ces « segments » de suivre les évolutions des modes et types de consommation. De plus l'entreprise affirme pouvoir par le suivi de l'évolution des critères socio-démographiques (dont « à chacune des grandes étapes du cycle de vie (mariage, enfant…) » aider ses clients à anticiper la consommation future de leurs clients (actuels ou potentiels).
Dans son ouvrage publié en 2015, intitulé « Data and Goliath: The Hidden Battles to Collect Your Data and Control Your World »  (Data et Goliath ; la bataille cachée pour collecter vos données et contrôler votre monde), l'Américain Bruce Schneier, expert dans le domaine de la confidentialité des données personnelles explique qu'Acxiom vend aux entreprises des listes de consommateurs incluant des « héritiers potentiels », des listes d'adultes avec parents à charge ou des listes d'adresses de ménage présentant un profil diabétique ou des besoins de personnes âgées

## Actionnaires
Liste de principaux actionnaires au 14 novembre 2019.
| MCM Capital Management                                  | 11,5% |
| Jackson Square Partners                                 | 9,20% |
| The Vanguard Group                                      | 9,14% |
| Miller Value Partners                                   | 5,91% |
| Capital Research & Management (International Investors) | 5,66% |
| The Boston Company Asset Management                     | 4,84% |
| United States Trust                                     | 4,23% |
| Dimensional Fund Advisors                               | 3,98% |
| Putnam                                                  | 3,73% |
| BlackRock Fund Advisors                                 | 3,49% |

## En France
ACXIOM France, société déclarée avec un capital de 2 215 060,75 euros a actuellement son siège à Levallois-Perret et est dirigée par Gerard Smith (né en 1967) qui préside la filiale, assisté de Melvin Missen (Directeur Général). 83 personnes travaillent dans 6 établissements avec comme activités principales la « programmation informatique, applications logicielles bases de données »  (incluant le développement, l'adaptation, les tests et la prise en charge de logiciels). Le créneau est celui de la conception ou adaptation de logiciels ou d'applications de logiciels dans le domaine des systèmes et réseaux du web. 
ACXIOM France a déclaré en 2014 18 086 271 euros de chiffre d'affaires pour un résultat net de -118 889 euros

## Controverses
Elles sont principalement liées à l'opacité de l'entreprise et à la nature de son travail de base, qui consiste à accumuler, croiser, mettre à jour et vendre ou louer des données éparses (dans le Big data), et dont un grand nombre permettent en les croisant de révéler une grande partie de la vie privée de des personnes pistées lors de leurs achats en magasin et/ou sur le Web ; ceci dans un marché émergent de la société de l'information où la donnée devient une ressource d'intérêt commerciale pour de nombreuses entreprises qui les collectent souvent sans le consentement éclairé des citoyens. 
Ainsi en 2003, l'EPIC (Electronic Privacy Information Center) des États-Unis a déposé une plainte contre Acxiom et JetBlue Airways devant la Federal Trade Commission (agence chargée aux États-Unis de veiller au respect du droit de la consommation et de contrôler les pratiques commerciales anticoncurrentielle), alléguant que ces deux entreprises fournissaient de l'information sur les consommateurs à Concepts Torch, une société embauchée par l'armée américaine « pour déterminer comment de l'information provenant de dossiers publics et privés pourrait être analysée pour aider à défendre les bases militaires contre des attaques par des terroristes et d'autres adversaires » . Selon les auteurs de la plainte, les activités d'Acxiom constituaient des pratiques commerciales déloyales et trompeuses, car alors qu' « Acxiom a publiquement dit sa conviction que les individus devraient pouvoir donner un avis sur la façon dont l'information les concernant est utilisée, et avoir des choix à propos de la diffusion de ces données, et qu'Acxiom ne permet pas à ses clients de mettre de l'information non-publique à la disposition d'individus », l'entreprise a vendu des informations à Concepts Torch sans le consentement des personnes concernées, ni la capacité de retirer ces informations ni même avoir averti par écrit les consommateurs touchés.
La FTC n'a finalement pas poursuivi Acxiom, qui a répondu avoir suivi ses principes de confidentialité et ne pas avoir été trompeur dans ses pratiques commerciales. Selon un porte-parole d'Acxiom « Torch Concepts agissait sous contrat avec le département de la Défense en cherchant des moyens d'améliorer la sécurité des sites militaires ; Notre politique stipule clairement que nous fournissons des produits d'information comprenant des informations financières, le numéro de sécurité sociale et d'autres renseignements connexes quand cela est autorisé par la loi », et que cette information est « fournie aux agences gouvernementales à fins de vérification de l'information, de screening des emplois et d'aider les forces de l'ordre ».
Acxiom a rendu très difficile pour les consommateurs la possibilité de se faire retirer des bases de données et listes de marketing construites par l'entreprise ou vendues à des tiers.
En 2005 Acxiom a été nommé pour les Big Brother Awards pour « Pire entreprise intrusive dans la vie privée pour une tradition de courtage de données (Worst Corporate Invader for a tradition of data brokering) »

## Sécurité
En 2003, lors d'une recherche de failles de sécurité dans les pare-feux des serveurs d'Acxiom, l'entreprise découvre que plus de 1,6 milliard d'enregistrements de consommateurs ont été piratés. 137 attaques informatiques ont été faites entre janvier et juillet 2003, lors de la transmission de l'information vers et depuis les clients d'Acxiom ; les informations volées incluaient des noms, adresses et des adresses e-mail de plusieurs millions d'américains. Le coupable était un chef d'entreprise (Snipermail.com), âgé de 46 ans, vivant à Boca Raton (Floride) qui aurait agi ainsi pour gonfler la valeur de son entreprise de spamming, peut-être pour rendre son entreprise plus attrayante pour une acquisition,.
Au terme d'un mois de procès où le responsable présumé du piratage était poursuivi pour 120 chefs d'accusation (dont accès non autorisé à un ordinateur protégé, fraude de dispositif d'accès, entrave à la justice) il a été blanchi de 14 accusations (dont complot et blanchiment d'argent) mais reconnu coupable d'intrusion, de vol et revente de données, et été puni de huit ans de prison par un jury de l'Arkansas en août 2006. Les procureurs chargés de cette affaire ont décrit ce piratage comme la plus grande tentative d'intrusion et de vol de données personnelles jamais tenté jusqu'à ce jour,. Une autre personne, un jeune homme (25 ans) de Cincinnati (Ohio) a aussi plaidé coupable pour cette attaque en décembre 2003. Il a été emprisonné durant 45 mois en mars de 2005. 
Sur la base des résultats de leur enquête, les procureurs ont estimé qu'il n'y a pas eu de risque de vol d'identité ni de dommages à des personnes. Ils ont salué Acxiom pour avoir été agressif dans la poursuite des pirates et sa coopération avec les autorités. 
L'entreprise a ensuite renforcé son dispositif de sécurité.